# Лесное Кичатово
Лесное Кичатово — деревня в составе  Бабеевского сельского поселения Темниковского района Республики Мордовия.

## География
Находится на расстоянии примерно 11 километров на юго-запад от районного центра города Темников.

## История
Известна с 1866 года, когда она была учтена как казенная деревня Темниковского уезда из 16 дворов.

## Население
Постоянное население составляло 14 человек (мордва 100%) в 2002 году, 10 в 2010 году .